# بنویت سالویات
بنویت سالویات (انگلیسی: Benoît Salviat؛ زادهٔ ۶ مارس ۱۹۷۸) بازیکن فوتبال اهل فرانسه است.
از باشگاه‌هایی که در آن بازی کرده‌است می‌توان به باشگاه فوتبال بوردو اشاره کرد.